# Kolumbusplatz (métro de Munich)
Kolumbusplatz (en allemand : U-Bahnhof Kolumbusplatz) est une station de la section commune aux lignes U1 et U2 du métro de Munich. Elle est située sous la Kolumbusstraße, dans le quartier Au, secteur Au-Haidhausen, de Munich en Allemagne.
Mise en service en 1980, elle est desservie, par les rames des lignes U1 et U2, mais aussi par les rames des lignes d'exploitation en renfort U7 et U8.

## Situation sur le réseau

Plan du métro (2020).

Établie en souterrain, Kolumbusplatz est une station de passage et de bifurcation de la section commune (U1/U2). Elle est située entre la station de la section commune (U1/U2) Fraunhoferstraße, en direction des terminus : (U1) Olympia-Einkaufszentrum et (U2) Feldmoching, et les stations : (U1)  Candidplatz, en direction du terminus (U1) Mangfallplatz ; et la station (U2) Silberhornstraße, en direction du terminus U2 Messestadt Ost,,.
Étant une station de bifurcation elle dispose d'un quai central encadré par deux voies et une troisième voies avec un quai latéral. Elle est également desservie par les rames des lignes de renforts de l'exploitation U7 et U8,,.

## Histoire
La station Kolumbusplatz est mise en service le 18 octobre 1980, lors de l'ouverture à l'exploitation de la première section de la ligne (alors dénommée U8), longue de 16 km, de Scheidplatz à Neuperlach Süd (alors dénommée Bague Innsbrucker). Elle doit son nom a la rue et la place situées au-dessus qui ont été nommées en rappel du navigateur et découvreur Christophe Colomb. La conception à trois voies date de la construction d'origine, mais elle n'est devenue opérationnelle qu'en 1997, lors de l'ouverture à l'exploitation du sud de la ligne U1. Une ligne de colonnes séparent la troisième voie et l'une des voies du quai central, les murs sont couvert de grands panneaux Eternit de couleur orange avec une bande rouge portant le nom de la station. Elle est éclairée par trois bandes lumineuses fixés au plafond, les colonnes sont recouvertes de carreaux en mosaïque verte

## Services aux voyageurs

### Accès et accueil
Au nord elle dispose d'une mezzanine avec quatre accès en surface et une relation avec chacun des quais. Au sud il y a quatre accès donnant également sur une mezzanine avec une relation avec chaque quai. L'ensemble des accès et relations sont équipés d'un escalier fixe et d'un escalier mécanique. Au sud deux ascenseurs font la relation avec les quais pour l'accessibilité des personnes à la mobilité réduite.

Installations
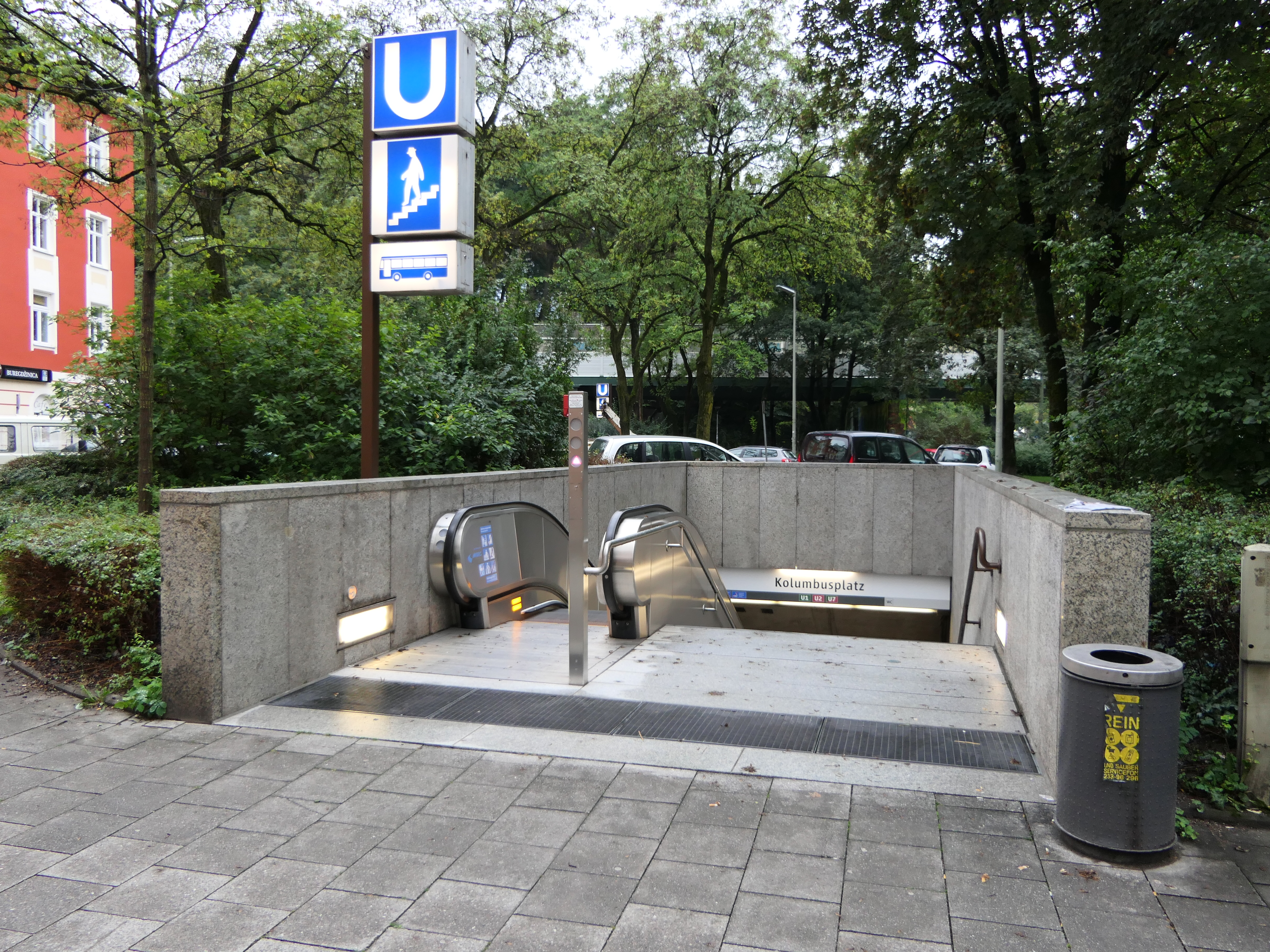
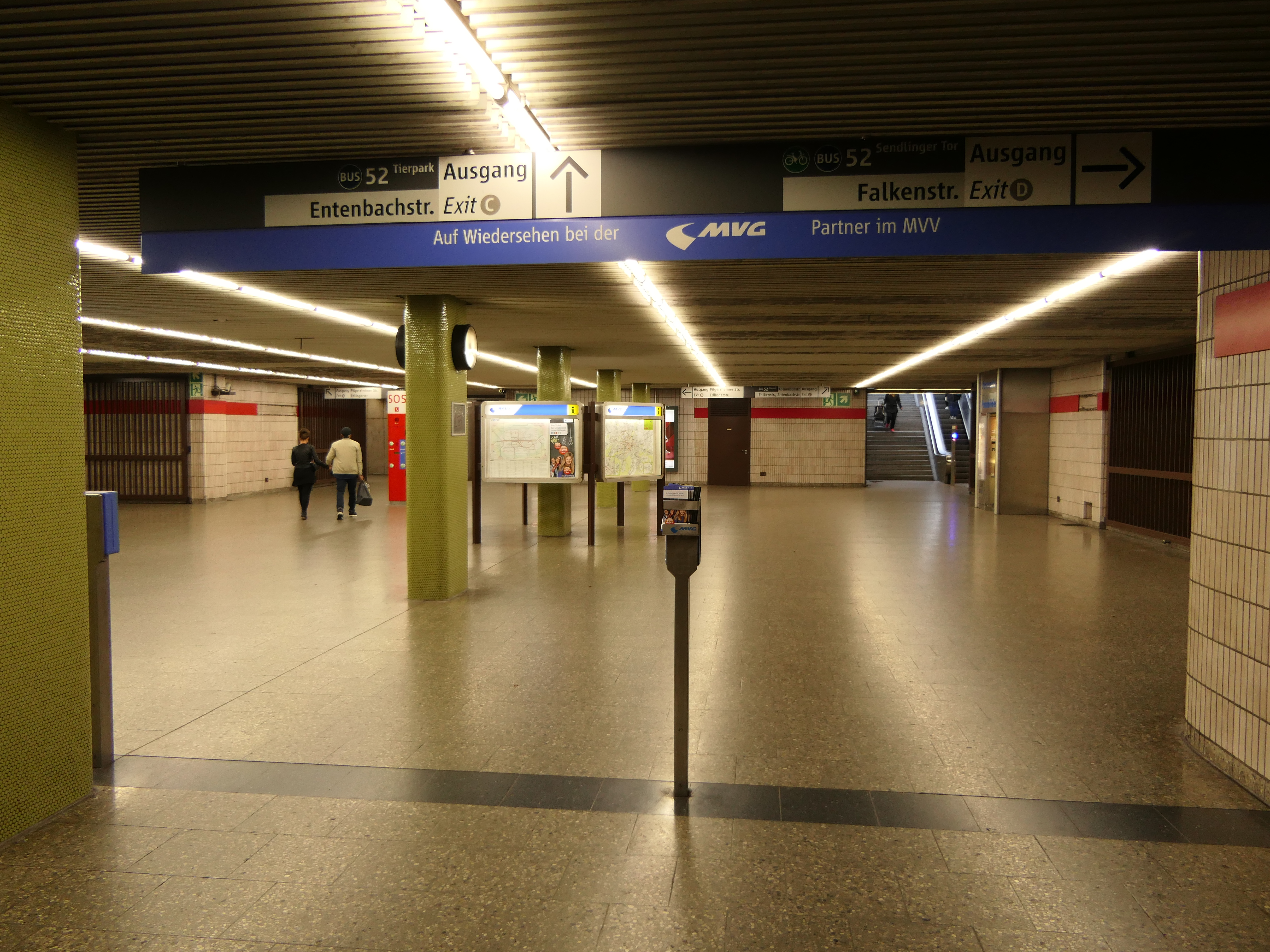
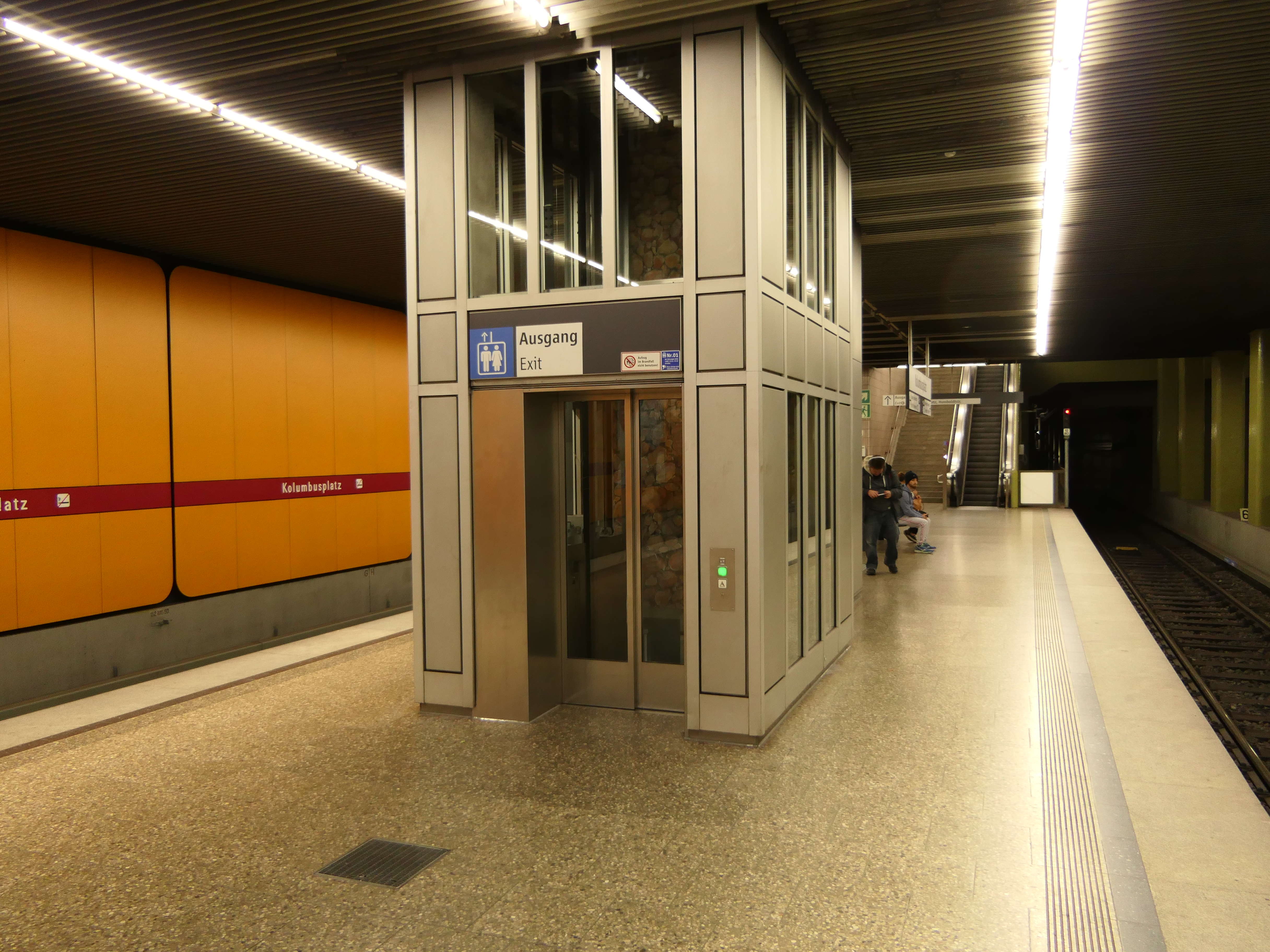

### Desserte
Kolumbusplatz (U1/U2) est desservie par les rames des lignes U1 et U2, mais aussi par les rames des lignes de renforts U7 et U8.

Installations
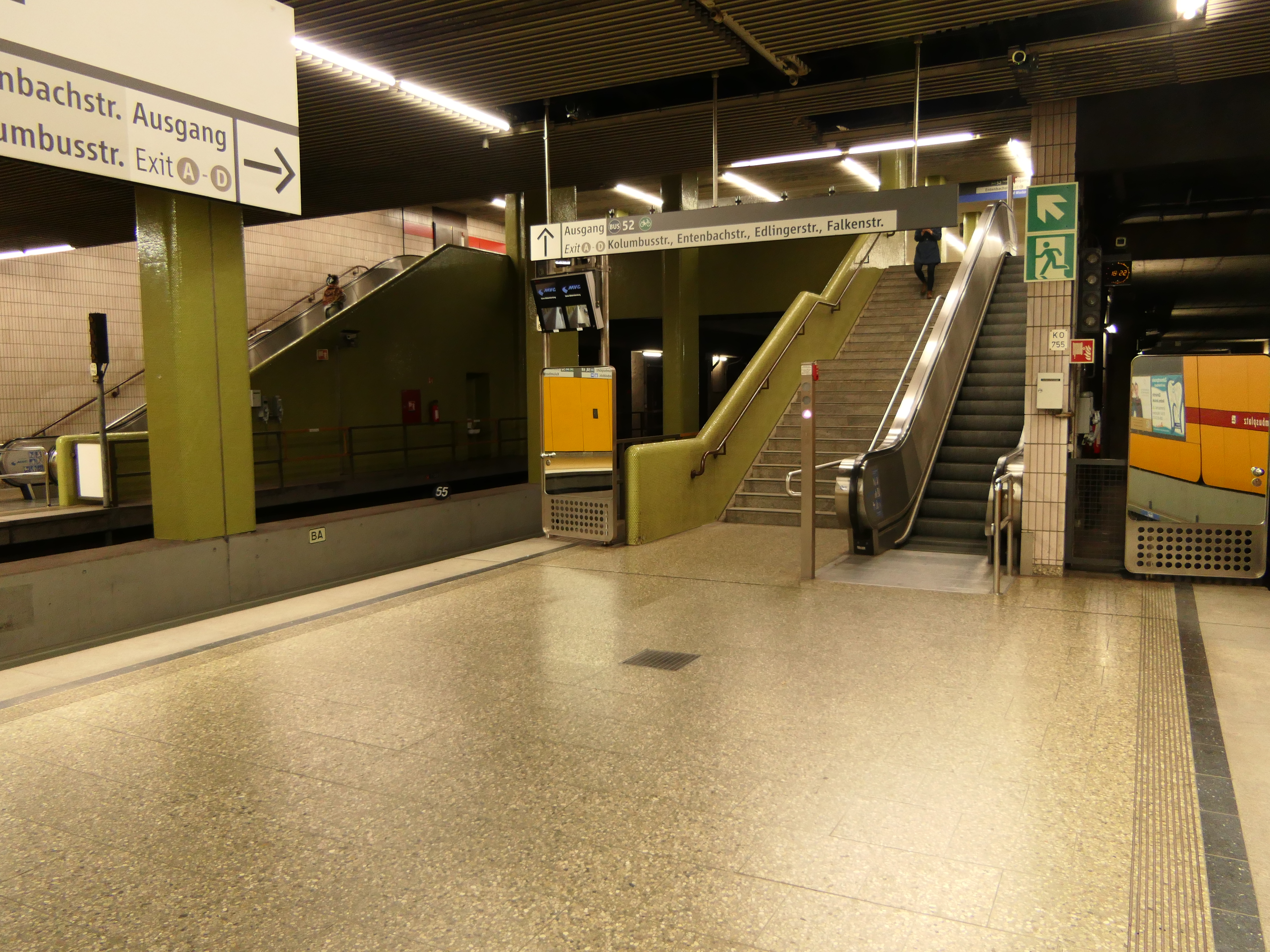
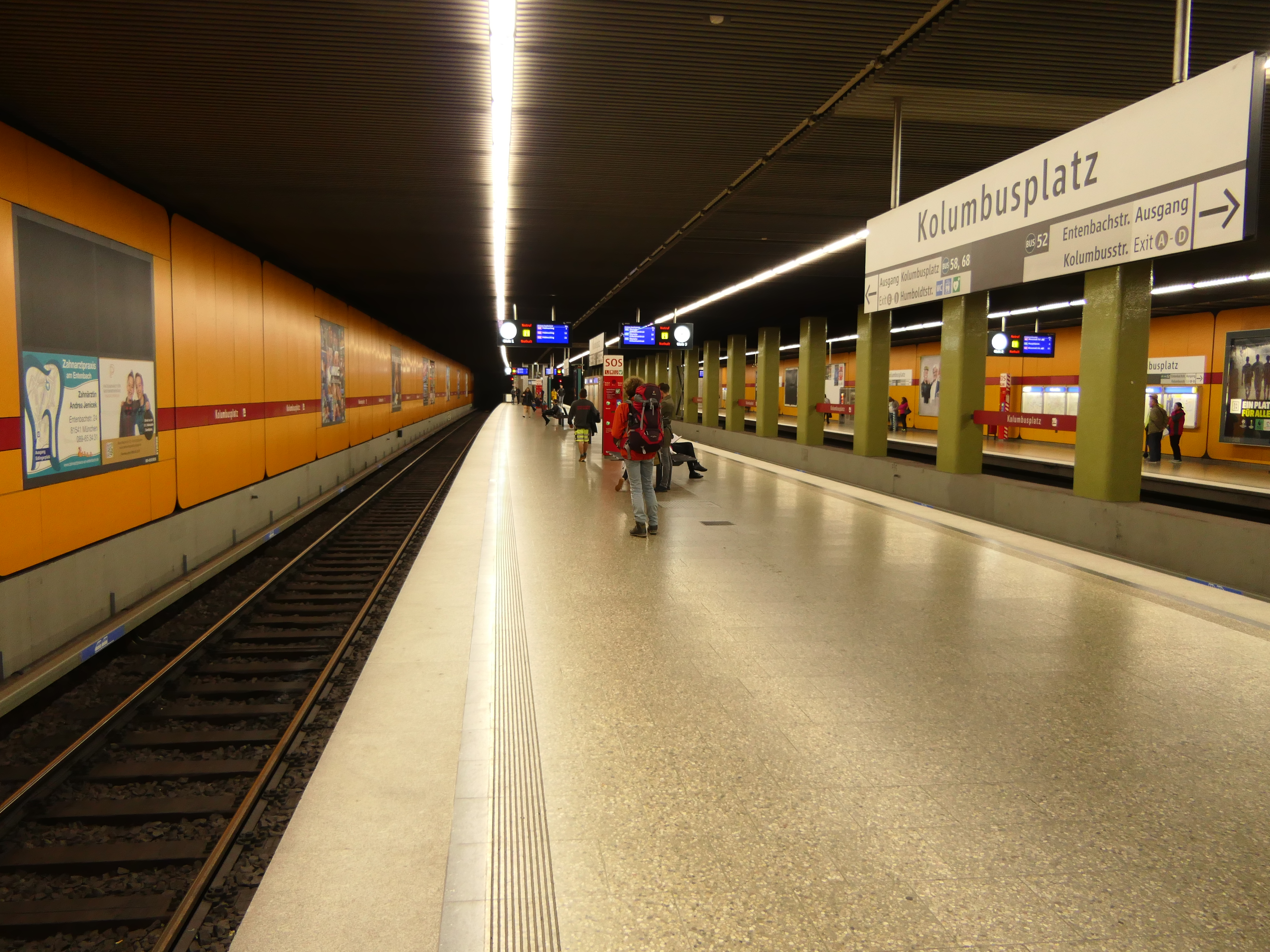
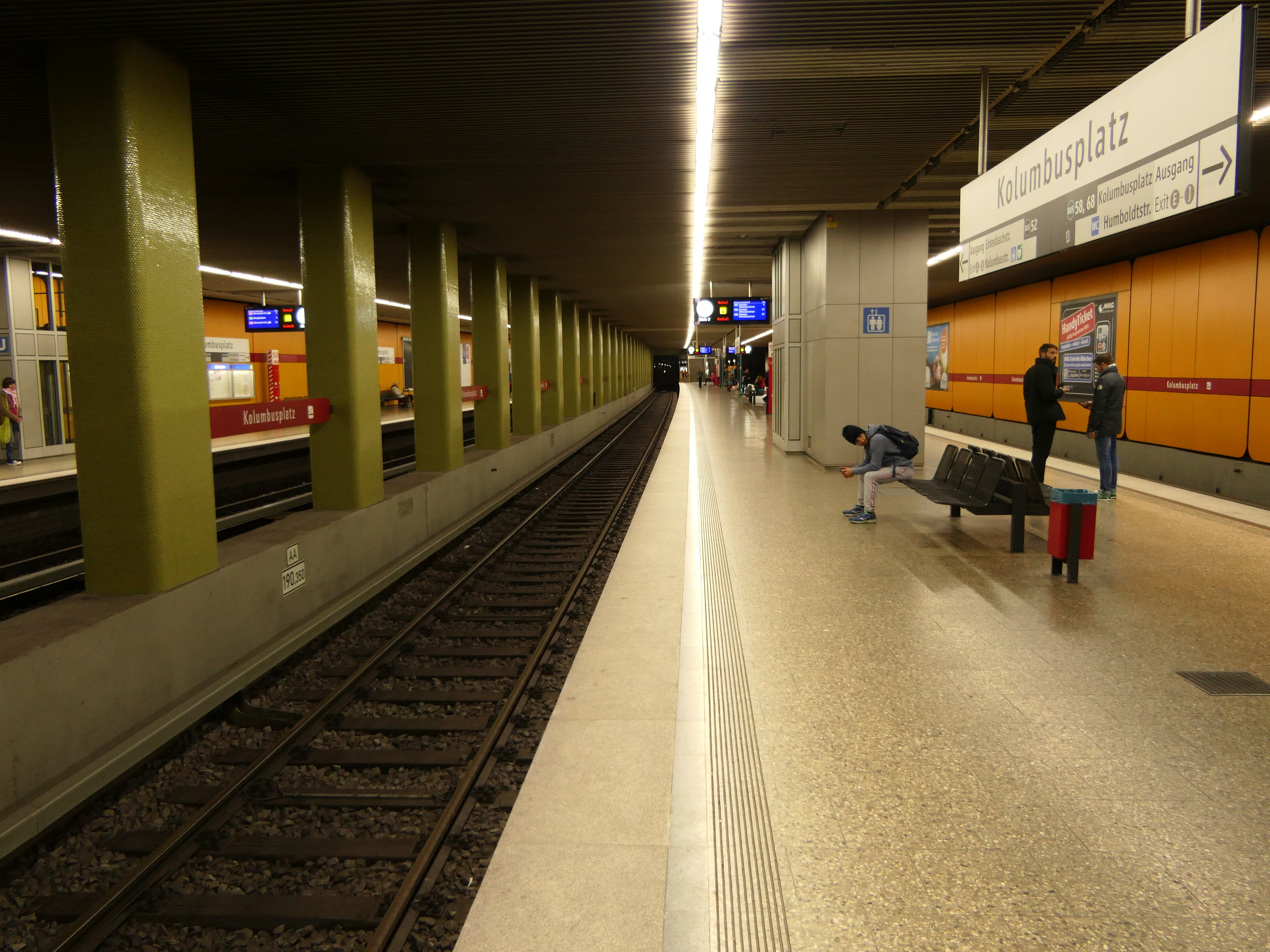

### Intermodalité
À proximité des arrêts de bus sont desservis par les lignes 52, 58, 68 et N45. Au nord elle dispose d'une station de vélo en location libre service.

## À proximité
Un quartier résidentiel.